# Gabbioneta-Binanuova
Gabbioneta-Binanuova är en kommun i provinsen Cremona i regionen Lombardiet i Italien. Kommunen hade 870 invånare (2018).